# Liste der Bürgermeister und Amtsinhaber von Wagenfeld
Die Liste der Bürgermeister und Amtsinhaber von Wagenfeld umfasst die Bürgermeister, Amtsinhaber der Einheitsgemeinde, Ortsvorsteher der Ortschaft Ströhen und die Bauermeister, Vorsteher und Bürgermeister der Viertelgemeinden. Wagenfeld ist eine im Süden des Landkreises Diepholz gelegene Einheitsgemeinde mit den Ortsteilen Wagenfeld im westlichen und Ströhen im östlichen Teil.
| Bisherige Amtsinhaber der Einheitsgemeinde - 1967–1972: Karl Tünemann (CDU) - 1972–1974: Walter Scheland (FDP) - 1974–1976: Karl Falldorf (CDU) - 1976–1992: Walter Scheland (FDP) - 1992–2014: Wilhelm Falldorf (CDU) - seit 2014: Matthias Kreye (parteilos) Ortsvorsteher der Ortschaft Ströhen - 1974–1991: Edith Meyer - 1991–1992: Friedrich Tegeler - 1992–1996: Werner Tacke - 1996–2003: Willi Hilgemeier - 2003–2016: Hermann Tacke - 2016–2018: Holger Kuhlmann - seit 2018: Reinhard Heider | Bürgermeister seit der Verkopplung - 1853–1865: Carl Ludwig Clodius - 1865–1878: Carl Bulck - 1878–1884: Georg Kinghorst - 1884–1903: Carl Kielmann ab 1908 Samt(gemeinde)bürgermeister: - 1903–1916: Wilhelm Koch - 1916–1920: Georg Kinghorst - 1920–1935: Ernst Schmidt - 1935–1945: Friedrich Scheland - Mai–Nov 1945: Nikolaus Riedel - 1945–1946: Paul Erdmann - 1946–1948: Helmut Escher, eingesetzt als Gemeindedirektor durch die britischen Besatzer im "Direktorenbezirk Auburg" - 1946–1956: Karl Finkenstädt - 1956–1966: Karl Tünemann |

Bauermeister, Vorsteher und Bürgermeister der Viertelgemeinden
Seit ca. Mitte des 18. Jahrhunderts gab es in den Wagenfelder Vierteln Ortsvorsteher die "Bauermeister" genannt wurden. Ab dem ausgehenden 19. Jahrhundert lautet die offizielle Bezeichnung "Vorsteher", ab 1908 dann (Viertel-)Bürgermeister in der Samtgemeinde Wagenfeld.
| Bockel Bauermeister/Vorsteher: - ~1826: Georg Fiefstück - ~1826: Georg Pümmel - ~1849: Carl Clodt - ~1826: Carl Tegeler ab 1908 Bürgermeister: - ab 1919: Friedrich Wemmel - ab 1929: Wilhelm Lampe - ab 1939: Fritz Hüsker - 1946–1960: Fritz Hüsker - 1960–1966: Karl Winkelmann | Förlingen Bauermeister/Vorsteher: - ~1750: Curt Schmidt - ~1780: Johann Schmidt - ~1826: Ernst Vilgerdamm - ~1826: Carl Meier - ~1849: Georg Eils ab 1908 Bürgermeister: - ~1900: Wilhelm Filgerdamm - ab 1929: Wilhelm Friedhoff - ab 1939: Carl Finkenstädt - 1946–1952: Friedrich Ufferfilge - 1952–1956: Wilhelm Sander - 1956–1966: Wilhelm Hadeler | Haßlingen Bauermeister/Vorsteher: - ~1800: Friedrich Kruse - ~1826: Wilhelm Grambarth - ~1849: Carl Kenneweg ab 1908 Bürgermeister: - ~1900: Wilhelm Koch - ~1919: Carl Lohaus-Molkenhardt - ~1929: Friedrich Lütvogt - 1946–1956: Wilhelm Kaufmann-Grote - 1956–1966: Walter Scheland | Neustadt Bauermeister/Vorsteher: - ~1770: Johann Spreen - ~1800: Carl Spreen - ~1826: Wilhelm Poggenhorn - ~1826: Wilhelm Schröder - ~1849: Carl Rumpke ab 1908 Bürgermeister: - ~1900: Friedrich Rempe - ~1919: Friedrich Winkelmann - 1946–1952: August Bünte - 1952–1966: Friedrich Cording |